# Ribeira de Nisa
Ribeira de Nisa is een plaats (freguesia) in de Portugese gemeente Portalegre en telt 1474 inwoners (2001).